# 沢山涼子
沢山 涼子（さわやま りょうこ、1977年11月9日 - ）は、日本のAV女優。

## 作品
1997年
- 「ザーメン姫」（9月30日、SAMM）
- 「野獣ヴィーナス」（10月27日、SAMM）
- 「犯・淫尻」（12月25日、SAMM）

1998年
- 「極生ハードコア　エロスの血と肉」（1月23日、SAMM）
- 「爆エロ」（2月28日、SAMM）
- 「おっぴろげナース!」（3月24日、ミス・クリスティーヌ）
- 「エンドレス　ファッカー」（5月1日、SODクリエイト）
- 「死ぬほどの極太を」（6月15日、ビデオメーカー）
- 「巨乳ノーパン女教師痴漢電車」（7月21日、笠倉出版社）
- 「潮吹き倶楽部　Vol.7」（7月26日、宇宙企画）オムニバス作品
- 「アテナどすけべミステリー 海辺のコテージで消えた美乳OL」（8月11日、アテナ映像）
- 「私生活」（8月31日、シェール）
- 「巨乳お姉さんは好きですか?」（9月1日、ビデオメーカー）
- 「絶叫エクスタシー6連発! ザ・限界」（9月22日、SAMM）
- 「OL もっと激しく」（10月15日、golden Candy）
- 「ナマ脚図鑑」（10月25日、宇宙企画）
- 「変態ワイセツ病棟 七人のナース」（11月22日、ミス・クリスティーヌ）
- 「ナーススペシャル　秘め恥め4」（12月7日、笠倉出版社）
- 「緊縛レンタル妻　若妻、貸出し中8」（12月11日、シネマジック）

1999年
- 「ルームサービス3」（1月1日、ハリウッドフィルム）
- 「Abnormal Privacy　奴隷秘書24」（1月8日、シネマジック）
- 「放課後美少女かたろぐ1」（2月19日、アイデアポケット）
- 「若妻調教スペシャル3　白昼の愛奴たち」（3月12日、シネマジック）
- 「第2回　ボクにもできる!　潮噴き講座」（3月26日、トライハートコーポレーション）
- 「宅配ソープでございます」（5月20日、ザウルス）
- 「噂の人妻　メディアFUCKでヤりまくり!?」（5月25日、アトラス21）
- 「DXランジェリーコレクション」（6月26日、笠倉出版社）
- 「奴隷秘書スペシャル6」（7月9日、シネマジック）
- 「超巨乳痴漢電車　ワイド90分」（8月26日）
- 「女教師狂い咲き」（9月14日、リビエール）
- 「どっびゅん! コスチューム8連発! 4」（11月21日、ミス・クリスティーヌ）

2000年
- 「宅配ソープでございます PREMIUM 2」（2月25日、アトラス21）
- 「女教師Selection」（6月16日、メディアバンク）
- 「若奥様おしゃぶり中毒20連発」（7月7日、シネマジック）
- 「淫らで卑猥な果実たち Ver.6.0」（8月11日、芳友舎J）